# Sovjetunionens riksvapen

Sovjetunionens riksvapen 1956–1991.

Sovjetunionens riksvapen innehöll hammaren och skäran, en symbol för kommunism, där hammaren stod för arbetaren och skäran för bönder, som båda skulle bygga kommunismen. Bakom hammaren och skäran fanns en jordglob, som symboliserade internationalism och att revolutionen skulle spridas världen över. Ovanför dessa symboler fanns en gulkantad, röd stjärna, vilket föreställde kommunistpartiet. Nedanför hammaren och skäran fanns en uppgående sol, som pekade på kunskap och utbildning. Nedanför, på röda band stod det "Proletärer i alla länder, förena er!" på alla huvudspråk i Sovjetunionens republiker. Två vetekärvar, vilka stod för bönder och rikedom, omfamnade verket.
De bägge kärvarna är inlindade i en banderoll där slagordet "Proletärer i alla länder, förena er!" står på följande femton språk (från vänster uppifrån): turkmeniska, tadzjikiska, lettiska, litauiska, georgiska, uzbekiska, ukrainska, ryska, vitryska, kazakiska, azeriska, moldaviska, kirgiziska, armeniska och estniska.

## Galleri

Sovjetunionens riksvapen (1923–1931).
Sovjetunionens riksvapen (1931–1936).
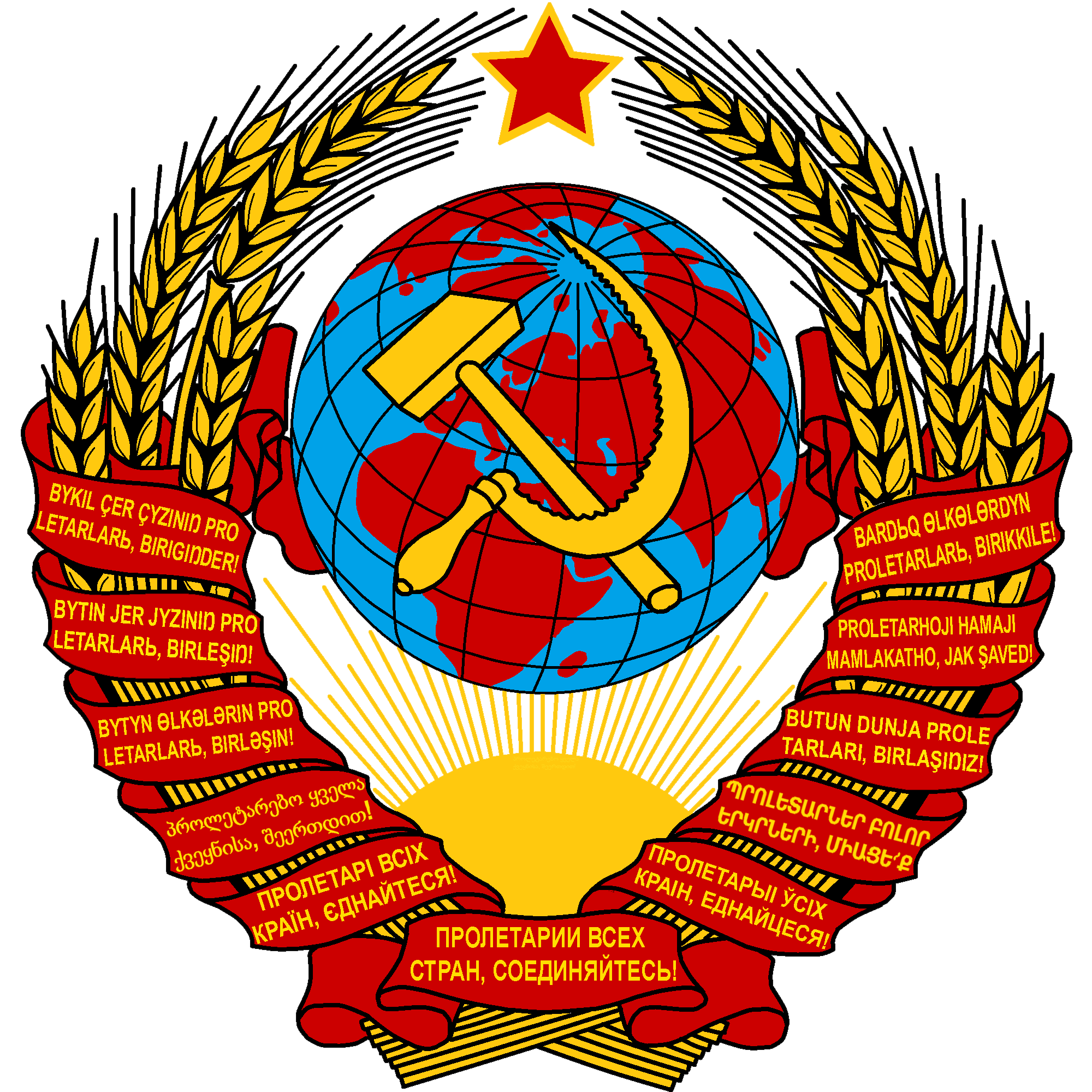
Sovjetunionens riksvapen (1936–1946).
Sovjetunionens riksvapen (1946–1956).
Sovjetunionens riksvapen (1956–1991).